# Liste der Nummer-eins-Hits in Norwegen (1991)
Diese Liste enthält alle Nummer-eins-Hits in Norwegen im Jahr 1991. Es gab in diesem Jahr zwölf Nummer-eins-Singles und 14 Nummer-eins-Alben.
| Singles | Alben |
| --- | --- |
| - Maria McKee – Show Me Heaven - 9 Wochen (47/1990 – 3/1991) - Enigma – Sadeness (Part I) - 3 Wochen (4/1991 – 6/1991) - Inner Circle – Bad Boys - 3 Wochen (7/1991 – 9/1991) - The Simpsons – Do The Bartman - 1 Woche (10/1991) - Roxette – Joyride - 7 Wochen (11/1991 – 17/1991) - Cher – The Shoop Shoop Song (It's In His Kiss) - 3 Wochen (18/1991 – 20/1991, insgesamt 4 Wochen) - Scorpions – Wind Of Change - 1 Woche (21/1991, insgesamt 2 Wochen) - Cher – The Shoop Shoop Song (It's In His Kiss) - 1 Woche (22/1991, insgesamt 4 Wochen) - Scorpions – Wind Of Change - 1 Woche (23/1991, insgesamt 2 Wochen) - Zucchero feat. Paul Young – Senza una donna (Without A Woman) - 4 Wochen (24/1991 – 27/1991) - Bryan Adams – (Everything I Do) I Do It For You - 17 Wochen (28/1991 – 44/1991) - U2 – The Fly - 1 Woche (45/1991) - Michael Jackson – Black or White - 6 Wochen (46/1991 – 51/1991) - George Michael & Elton John – Don't Let The Sun Go Down On Me - 6 Wochen (52/1991 – 5/1992) | - Elton John – The Very Best of Elton John - 13 Wochen (49/1990 – 10/1991) - Verschiedene Interpreten – Absolute Power Ballads - 2 Wochen (11/1991 – 12/1991) - The September When – Mother I've Been Kissed - 2 Wochen (13/1991 – 14/1991) - Roxette – Joyride - 6 Wochen (15/1991 – 20/1991, insgesamt 9 Wochen) - Michael Bolton – Time, Love & Tenderness - 4 Wochen (21/1991 – 24/1991) - Roxette – Joyride - 3 Wochen (25/1991 – 27/1991, insgesamt 9 Wochen) - Cher – Love Hurts - 6 Wochen (28/1991 – 33/1991) - Verschiedene Interpreten – Absolute Reggae - 1 Woche (34/1991) - Metallica – Metallica - 3 Wochen (35/1991 – 37/1991) - Dire Straits – On Every Street - 2 Wochen (38/1991 – 39/1991) - Bryan Adams – Waking Up the Neighbours - 2 Wochen (40/1991 – 41/1991) - Dance with a Stranger – Atmosphere - 5 Wochen (42/1991 – 46/1991) - Genesis – We Can’t Dance - 1 Woche (47/1991) - Michael Jackson – Dangerous - 4 Wochen (48/1991 – 51/1991) - Bonnie Tyler – Bitterblue - 10 Wochen (52/1991 – 9/1992) |
| | |

Siehe auch: Nummer-eins-Hits 1991 in  Australien, Belgien, Dänemark, Deutschland, Finnland, Frankreich, Irland, Italien, Japan, Kanada, Neuseeland, den Niederlanden, Österreich, Schweden, der Schweiz, Spanien, Ungarn, den Vereinigten Staaten und im Vereinigten Königreich.